# Evviva/La visione
Evviva/La visione è un singolo del 1999 degli Elio e le Storie Tese tratto a scopo promozionale dall'album Craccracriccrecr.

Data la sua natura promozionale, il singolo non è di fatto mai stato messo in vendita bensì fornito alle diverse stazioni radiofoniche con lo scopo di lanciare il disco di cui fa parte; contrariamente a quanto accade per questo tipo di singoli, però, de Evviva/La visione è stato realizzato anche un video musicale che vede anche la presenza di alcuni dei membri della band.
Ciò nonostante la promozione non fu semplice poiché molte radio censurarono il brano per la presenza, nel ritornello, di un continuo riferimento alla vulva utilizzando il termine "figa".

## Tracce
1. Evviva / La visione – 4:57
2. Evviva / La visione (radio edit) – 4:54

## Formazione
- Elio: voce;
- Rocco Tanica: tastiera;
- Cesareo: chitarra elettrica;
- Faso: basso elettrico;
- Christian Meyer: batteria;
- Mangoni: voce rap.